# Liste der Naturdenkmäler in Wien/Währing
Die Liste der Naturdenkmäler in Wien/Währing listet alle als Naturdenkmal ausgewiesenen Objekte im 18. Wiener Gemeindebezirk Währing auf. Insgesamt bestehen in Währing 26 Naturdenkmäler.

## Naturdenkmäler
| Foto |                 | Name | ID  | Standort                                                                     | Beschreibung | Fläche | Datum      |
| ---- | --------------- | --- | --- | ---------------------------------------------------------------------------- | --- | ------ | ---------- |
| 1    | Datei hochladen | mehrere Bäume und Baumgruppen | 62  | Wien, Pötzleinsdorfer Schlosspark Standort                                   | Unter den Bäumen im Pötzleinsdorfer Schlosspark befinden sich einige seltene Exemplare, z. B. Sumpfzypressen, Edelkastanien, Mammutbäume und Nordmannstannen, die gut entwickelt und zum Teil recht alt sind. |        | 28.02.1938 |
| 1    | Datei hochladen | Winterlinde (Tilia cordata) | 100 | Wien, Paulinengasse 9 KG: Währing GrStNr: 285/21 Standort                    | Die Winter-Linde (Tilia cordata) steht im Innenhof des Lindenhofes. |        | 01.01.2000 |
| 1    | Datei hochladen | Geologischer Aufschluss | 114 | Wien, Pötzleinsdorfer Höhe 3 KG: Pötzleinsdorf GrStNr: 38/1 Standort         | Der geologische Aufschluss, eine Kalklippe ist ein kleiner Aufschluss eines steilstehenden Flysch’. Er wurde wegen seiner Seltenheit unter Schutz gestellt. |        | 09.03.1939 |
| 0 BW | Datei hochladen | Baumhasel (Corylus colurna) | 293 | Wien, Lacknergasse 79 KG: Weinhaus Standort                                  | Der Baum-Hasel (Corylus colurna) steht hinter dem Gebäude in der Lacknergasse 79. |        | 29.09.1942 |
| 1    | Datei hochladen | Schwarzkiefer (Pinus nigra) | 333 | Wien, Klostergasse/Ebner Eschenbach-Park KG: Währing GrStNr: 283/15 Standort | |        | 16.11.1942 |
| 0 BW | Datei hochladen | Roßkastanie (Aesculus hippocastanum) | 378 | Wien, Cottagegasse 19 KG: Währing GrStNr: 489/9 Standort                     | Die Gewöhnliche Rosskastanie (Aesculus hippocastanum) wies zum Untersuchungszeitpunkt einen Brusthöhenumfang von 3,6 m, einer Höhe von 20 m und einen Kronendurchmesser von ebenfalls 20 m auf. |        | 18.04.1951 |
| 1    | Datei hochladen | Silberpappel (Populus alba) | 383 | Wien, Cottagegasse 43 KG: Währing Standort                                   | Die Silberpappel (Populus alba) wies zum Untersuchungszeitpunkt einen Brustumfang von 3,5 m, eine Höhe von 25 m und einen Kronendurchmesser von 15 m auf. |        | 28.06.1951 |
| 1    | Datei hochladen | Schwarznußbaum (Juglans nigra) | 435 | Wien, Cottagegasse 46 KG: Währing GrStNr: 1228 Standort                      | Der Schwarznußbaum (Juglans nigra) wurde wegen seiner relativen Seltenheit und seines Brusthöhenumfang von fast 2 m unter Schutz gestellt. |        | 28.10.1955 |
| 1    | Datei hochladen | Sommerlinde (Tilia platyphyllos) | 456 | Wien, Michaelerstraße 9 KG: Währing Standort                                 | |        | 03.07.1956 |
| 1    | Datei hochladen | 3 Schwarzkiefern (Pinus nigra) | 475 | Wien, Franz Barwig-Weg 8 KG: Pötzleinsdorf Standort                          | Die drei Schwarzkiefern (Pinus nigra), wurde aufgrund ihres Alters, ihrer Größe und ihrer Rolle für das örtliche Landschaftsbild unter Schutz gestellt. |        | 19.05.1969 |
| 0 BW | Datei hochladen | Krimlinde (Tilia x euchlora) | 524 | Wien, Schindlergasse 41 KG: Gersthof GrStNr: 187/11 Standort                 | Die Krim-Linde wies zum Untersuchungszeitpunkt ein Alter von rund 100 bis 150 Jahre sowie einen Stammumfang von 2,60 m auf. |        | 21.07.1970 |
| 0 BW | Datei hochladen | Baumhasel (Corylus colurna) | 553 | Wien, Colloredogasse 9 KG: Währing GrStNr: 1281 Standort                     | Der Baum-Hasel (Corylus colurna) steht im Garten hinter dem Gebäude Colloredogasse 9. |        | 06.02.1973 |
| 1    | Datei hochladen | Winterlinde (Tilia cordata) | 581 | Wien, Klostergasse 37 KG: Weinhaus Standort                                  | Es handelt sich bei dieser Linde um einen besonders schön entwickelten, mächtigen und gesunden Baum, der in Brusthöhe gemessen einen Stammdurchmesser von 70 cm aufweist und in einer Höhe von 3 Metern dreistämmig wird. |        | 28.03.1974 |
| 1    | Datei hochladen | Feldahorn (Acer campestre) | 619 | Wien, Pötzleinsdorfer Straße 10 KG: Pötzleinsdorf Standort                   | Der Feldahorn (Acer campestre) wies zum Untersuchungszeitpunkt einem Stammumfang von 230 cm auf. Der hochgewachsene Baum besitzt einen geraden Schaft und wurde aufgrund seiner Größe und Ausformung als Naturdenkmal ausgewiesen. |        | 12.08.1975 |
| 0 BW | Datei hochladen | Baumhasel (Corylus colurna) | 622 | Wien, Köhlergasse 20 KG: Weinhaus GrStNr: 86/10 Standort                     | Der Baum-Hasel (Corylus colurna) wurde aufgrund seiner Rolle für das örtliche Stadtbild unter Schutz gestellt. |        | 03.10.1975 |
| 0 BW | Datei hochladen | Stieleiche (Quercus robur) | 664 | Wien, Weimarer Straße 46 Standort                                            | Die Eiche ist mit 22 m für ihre Art ein sehr großes Exemplar. |        | 13.02.1978 |
| 1    | Datei hochladen | Schwarzkiefer (Pinus nigra) | 666 | Wien, Wilbrandtgasse 35 KG: Pötzleinsdorf Standort                           | Die Schwarzkiefer (Pinus nigra) wurde aufgrund ihrer Größe und Ausprägung sowie ihrer Rolle für das Landschaftsbild unter Schutz gestellt. |        | 16.05.1978 |
| 1    | Datei hochladen | 2 Zürgelbäume (Celtis occidentalis), Bergahorn (Acer pseudoplatanus), Hainbuche (Carpinus betulus), Feldahorn (Acer campestre), Blutbuche (Fagus sylvatica „Atropunicea“) | 692 | Wien, Riglergasse 5–11 Standort                                              | |        | 18.02.1981 |
| 1    | Datei hochladen | Roßkastanie (Aesculus hippocastanum) | 710 | Wien, Schulgasse 19 Standort                                                 | Der Baum ist aufgrund seiner Solitärstellung ein wichtiges Gliederungselement der Umgebung. |        | 21.03.1987 |
| 1    | Datei hochladen | Sternwarteareal | 713 | Wien, Türkenschanzstraße 17 Standort                                         | Durch die bisherige Pflege des Areals, die mit sehr geringen Eingriffe in den Gehölzbestand gekennzeichnet ist, entstand durch Sukzessionsvorgänge und natürliche Verjüngung ein naturnaher Waldbestand von vielschichtigem Bestandsaufbau. |        | 02.07.1984 |
| 1    | Datei hochladen | Hängebuche (Fagus sylvatica „Pendula“) | 729 | Wien, Hasenauerstraße 13/Richard Kralik-Platz 1 Standort                     | Die Einzigartigkeit dieses Baums ergibt sich daraus, dass Hängebuchen wegen ihres Platzbedarfs fast nur in Landschaftsgärten gepflanzt werden. |        | 28.10.1987 |
| 1    | Datei hochladen | Kastanienblättrige Eiche (Quercus castaneifolia) | 759 | Wien, Dänenstraße 2A/Peter-Jordan-Str. 65 Standort                           | Der Baum stellt aufgrund seiner Seltenheit ein schützenswertes Naturgebilde dar. Es handelt sich um eine Kastanienblättrige Eiche mit einem Stammumfang von 182 cm, einer Höhe von 14 m und einem Kronendurchmesser von 12 m. |        | 09.01.1995 |
| 1    | Datei hochladen | Pyramideneiche (Quercus robur „Fastigiata“) | 770 | Wien, Wallrißstraße 80 Standort                                              | Die Pyramideneiche unterscheidet sich durch ihren großen Stammumfang ganz wesentlich von gleichartigen Bäumen im näheren und weiteren Umfeld. Sie stellt daher aufgrund ihrer Größe und Ausformung – nicht zuletzt auch bedingt durch ihren Standort im unmittelbaren Straßenraum – ein eindrucksvolles und schützenswertes Naturgebildet dar. |        | 15.09.1997 |
| 1    | Datei hochladen | Stieleiche (Quercus robur) | 801 | Wien, Währinger Park KG: Währing GrStNr: 477/1 Standort                      | Die Stieleiche (Quercus robur) wurde im Jahr der Eröffnung des Währinger Parks 1923 gepflanzt. Sie wurde aufgrund ihrer Größe und Mächtigkeit sowie ihrer Freistandskrone unter Schutz gestellt. |        | 04.05.2007 |
| 1    | Datei hochladen | Ginkgo (Ginkgo biloba), Riesenmammutbaum (Sequoiadendron giganteum) | 817 | Wien, Türkenschanzstraße 46 KG: Währing GrStNr: 1191 Standort                | Der Ginkgo (Ginkgo biloba) wies zum Untersuchungszeitpunkt einen Stammumfang von 2,35 m (gemessen in 1 m Höhe ab Boden), einen Kronendurchmesser von rund 15 m und eine Höhe von ungefähr 24 m auf. Sein Alter wurde auf rund 100 Jahre geschätzt. Der benachbarte Riesenmammutbaum (Sequoiadendron giganteum) weist einen Schiefwuchs und einen Stammumfang von 3,75 m (gemessen in 1 m Höhe ab Boden) auf. Der Mammutbaum hat einen Kronendurchmesser von rund 12 m und eine Höhe von ungefähr 27 m. |        | 25.01.2010 |

## Ehemaliges Denkmal
| Foto |                 | Name                           | ID  | Standort                                         | Beschreibung | Fläche | Datum      |
| ---- | --------------- | ------------------------------ | --- | ------------------------------------------------ | --- | ------ | ---------- |
| 1    | Datei hochladen | Traubeneiche (Quercus petraea) | 741 | Wien, nächst Pötzleinsdorfer Straße 127 Standort | Bei dem Baum handelt es sich um einen Bildbaum, an dem zwei Marienbilder angebracht sind, die im Wiener Kulturgüterkataster unter der Nummer 47388 geführt werden. |        | 06.09.1989 |

| Foto:                    | Fotografie des Naturdenkmals. Klicken des Fotos erzeugt eine vergrößerte Ansicht. Daneben finden sich zwei Symbole: \| Weitere Bilder vorhanden \| Das Symbol bedeutet, dass weitere Fotos des Objekts verfügbar sind. Durch Klicken des Symbols werden sie angezeigt. \| \| Eigenes Foto hochladen \| Durch Klicken des Symbols können weitere Fotos des Objekts in das Medienarchiv Wikimedia Commons hochgeladen werden. \| |
| Name:                    | Bezeichnung des Naturdenkmals laut offiziellen Quellen |
| ID                       | Identifikator |
| Standort:                | Es ist die Gemeinde und falls vorhanden die Adresse angegeben. Darunter sind die Katastralgemeinde (KG) und die Grundstücksnummer angeführt. Durch Aufruf des Links Standort wird die Lage des Denkmals in verschiedenen Kartenprojekten angezeigt. |
| Beschreibung             | Kurze Beschreibung des Naturdenkmals |
| Fläche                   | Fläche des Naturdenkmals in Hektar (ha) |
| Datum                    | Datum oder Jahr der Unterschutzstellung |
| Weitere Bilder vorhanden | Das Symbol bedeutet, dass weitere Fotos des Objekts verfügbar sind. Durch Klicken des Symbols werden sie angezeigt. |
| Eigenes Foto hochladen   | Durch Klicken des Symbols können weitere Fotos des Objekts in das Medienarchiv Wikimedia Commons hochgeladen werden. |